# Dávid Tóth
Dávid Tóth (Székesfehérvár, Fejér, 10 de março de 1978) é um canoísta húngaro especialista em provas de velocidade.

## Carreira
Foi vencedor da medalha de prata em K-4 1000 m em Londres 2012 com os seus colegas de equipa Zoltán Kammerer, Tamás Kulifai e Dániel Pauman.